# 少林五老
少林五老是指出現於清末民初時期有關南少林故事小說中的五位人物，即：五枚大師、至善禪師、馮道德、白眉道人、苗顯。有關他們的名字，過去原認為最早僅見於清末光緒年間廣東的武術小說《聖朝鼎盛萬年青》中，然而據近年福建泉州晉江尋得的《西山雜誌》一書內容，部份傳說人物的最早記載可追朔至嘉慶年間。

## 傳說背景
較早成書的《西山雜誌》及《聖朝鼎盛萬年青》皆言福建少林寺於泉州，據此研究的學者認為即清源山東麓的鎮國東禪寺。
清末時期，廣東三合會會簿中記載形成三合會歷史的內容，亦有清帝康熙下令火燒福建少林寺的故事，出現了福建少林寺坐落於「福州府莆田九蓮山」的記載。（此處有行政區域的錯誤，莆田屬興化府而非福州府，以及莆田境內並無九蓮山的地名）據此研究的學者則認為，可能是指福建莆田已經不存在的南少林寺，五名少林長老（南少林五祖）逃離，及後於中國南方分別招收門徒，建山立堂，傳播反清種子。導致南方武術百花齊放。廣東洪、劉、蔡、李、莫，福建永春，佛山詠春，佛山戲班紅船等等。

## 小說的南拳長老
《聖朝鼎盛萬年青》
五枚大師為雲南白鶴山尼姑，紅眉道人首徒；
至善禪師為福建泉州少林寺和尚，排行第二；
馮道德為湖北武當山道士，排行第三；
白眉道人為四川峨嵋山和尚，後居成都，未提及排行；
苗顯為俗家，廣東連州連山八排洞襄土人，後居南京，未提及排行。
按武功排名則為白眉道人、至善禪師、五枚大師、馮道德。苗顯早亡，未提及武功高低。
在胡惠乾打機房事件中，馮道德三名弟子牛化蛟、呂英布、雷大鵬接連在擂台上死於胡惠乾之手。其中呂英布、雷大鵬皆因台下謝亞福（謝福三）所發的暗器「鐵鴛鴦」而死，於是馮道德赴廣州尋胡惠乾報仇。馮道德即將打死胡惠乾時，五枚出手勸解，馮道德只得作罷。
後白眉的弟子方魁、高進忠、馬雄奉命拘捕胡惠乾，高進忠先後擊殺胡惠乾、三德和尚（劉裕德）、童千斤，馬雄點傷謝亞福廢其武功。白眉知道至善必會報復，於是請五枚與馮道德一起約至善比武。在福建莆田少林寺中，白眉以內功震死至善，五枚踢死方世玉，馮道德刀傷洪熙官後將其生擒。
這些故事經常被後世描寫為少林與武當、峨嵋之爭，其實當時並無武當派、峨嵋派之稱。馮道德雖然是武當山道士但仍係少林派，而白眉道人則是和尚（當時和尚也稱為道人），並非後世所刻畫的峨嵋或武當派道士。
《萬年青》書中前後多有矛盾之處，書中前部稱李雄（李巴山）為白眉道人首徒，五枚大師為紅眉道人首徒，兩人見面以師兄弟相稱。而後部又稱馬雄為白眉道人首徒，白眉道人又與至善禪師等人以師兄弟相稱。

## 真實的南拳長老
《西山雜誌》的記載
據福建泉州晉江人蔡永蒹成書於嘉慶年間著的《西山雜誌》所載，明萬曆武庠生蔡延赓少時從福建泉州少林寺僧志明，得十八件兵器法，技藝高超，後傳徒於南安人馮安，馮安再傳徒於黃眉、白眉、馮道德，而五梅、苗顯、至善、了凡、了因四人皆其徒侄也。
少林俗家弟子胡惠乾本為晉江人，名坤，父胡甫於廣州綸房遭工人打死，後胡惠乾亡命回福建泉州少林寺學武，習得懸木於空、四面擊、金鐘罩、鐵布衫之法。胡因學末滿期，但報父仇心切，設法闖關下山赴粵專打機房，毆傷命者多。粵人之不甘心，委白進士結連官府，大興擂臺，故有「方世玉之打擂臺」一事。
五梅尼姑初亦袒護方世玉，後受清官之敕而踏死方世玉焉。至善與白眉亦屬一派，白眉受清之賂，而夾傷至善百斤之頭，死於非命。蔡永蒹謂：「滿人假仁假義，戕害方、胡兩家，專庇惡紳，此其乾隆所稱仁君之無道也」。
至善死後的乾隆二十八年（1763年）秋，清廷詔焚福建泉州少林寺，從此無複敢修者。
洪家拳的傳說
洪家拳尊至善和尚為師祖。傳說乾隆年間，武當派馮道德與峨嵋派白眉道人勾結清兵火燒少林寺，將南派少林拳之發源地福建九蓮山少林寺夷為平地，至善禪師只帶洪熙官、方世玉和李翠屏3個徒弟南下廣東。
洪家拳是陸亞采根據老洪拳創造了一套硬橋硬馬的伏虎羅漢拳，加入陳享的花拳或佛掌等摸橋擒拿手法。其後人稱此拳為洪熙官所創，便可以名正言順地使用清廷所忌諱之洪字。
從歷史來看，洪拳最早可以追蹤至廣州之陸亞采，背景應該是太平天國初期，傳黃麒英，再傳黃飛鴻。至於之前的歷史，則無從知之。

#### 少林永春拳〈朱頌民花洪拳〉的傳說
據說得名於少林寺的永春殿，傳說方世玉的師弟胡惠乾亦是在永春殿學習花拳的。
由於紅船地方空間有限，故此改良成為貼身短橋手法。
或有認為是太平天國期間，在廣東佛山一帶早期組織三合會的五個武術團體的領袖化名，他們加入洪門組織，重新整理南拳（統稱洪拳），互稱少林子弟。五枚是詠春派代表；至善是洪家及蔡李佛代表；苗顯是花拳代表；白眉道人是佛山西樵山道教代表。馮道德可能是文化人士或是師爺一類。

### 五枚師太
又稱五枚大師，而葉問於《詠春拳源流》一文中亦尊稱為五枚法師。相傳為廣東佛山所傳出之詠春拳的創派人物，也是中國南方少林拳傳說之重要歷史人物少林五老之一。

### 白眉道人
白眉是少林五老之一传说的人物，为少林寺在清朝（1644年至1912年）遭破坏的幸存者。根据许多故事，白眉是协助清朝摧毁少林寺的叛徒。

## 相關鏈接
- 少林五祖
- 南拳
- 詠春拳
- 少林拳
- 中國武術
- 中國武術流派
- 洪門
- 廣東洪兵起義
- 三合會
- 梅花拳